# Łęgwarowo
Łęgwarowo (niem. Lingwarowen, Berglingen) – osada w Polsce położona w województwie warmińsko-mazurskim, w powiecie węgorzewskim, w gminie Węgorzewo, sołectwo Rudziszki.
W latach 1975–1998 miejscowość administracyjnie należała do województwa suwalskiego.
Ośrodek zabudowy wsi leży w odległości około 1 km od granicy państwowej z Rosją.

## Historia
Wieś założono w końcu XVI wieku. Jej pierwszymi mieszkańcami byli najprawdopodobniej Litwini.
W XIX i pierwszej połowie XX wieku majątek ziemski o powierzchni około 500 ha należał do rodziny Doeringów. Podczas akcji germanizacyjnej nazw miejscowych i fizjograficznych utrwalona historycznie nazwa niemiecka Lingwarowen została w 1938 r. zastąpiona przez administrację nazistowską sztuczną formą Berglingen. Po roku 1945 powstał tu PGR.

## Zabytki
- Dwór pochodzi z drugiej połowy XIX wieku. Dwór wzniesiony został na rzucie prostokąta, jako budowla parterowa, z poddaszem użytkowym, przykryta dachem naczółkowym. Dwór posiada od strony elewacji frontowej i ogrodowej ryzality zdobione pilastrami. Po II wojnie światowej dwór wykorzystywany był na mieszkania i biura miejscowego PGR. W reprezentacyjnym holu zachował się kominek z brązowego marmuru. Kominek wykonany był na początku XX wieku.
- Park o powierzchni 11 ha.
- Budynek dawnej łaźni, zbudowany na planie krzyża greckiego z drewnianą ośmioboczną wieżą pośrodku.
- Budynki gospodarcze z czerwonej cegły obora i stajnia.